# Valleseco

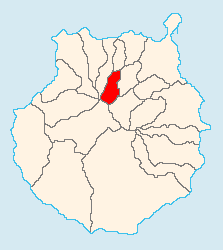
Localização de Valleseco

Valleseco é um município da Espanha na província de Las Palmas, comunidade autónoma das Canárias. Tem 22,1 km² de área e em 2021 tinha 3 754 habitantes (densidade: 169,9 hab./km²).

## Demografia
| Variação demográfica do município entre 1991 e 2004 | Variação demográfica do município entre 1991 e 2004 | Variação demográfica do município entre 1991 e 2004 | Variação demográfica do município entre 1991 e 2004 |
| --------------------------------------------------- | --------------------------------------------------- | --------------------------------------------------- | --------------------------------------------------- |
| 1991                                                | 1996                                                | 2001                                                | 2004                                                |
| 4421                                                | 4383                                                | 3949                                                | 4082                                                |

|             | Norte: Arucas | Nordeste: Firgas     |
| Oeste: Moya | Valsequillo   | Leste:               |
|             | Sul: Tejeda   | Sudeste: Valsqeuillo |